# Петар Голубовић
Петар Голубовић (Београд 13. јул 1994) је српски фудбалер који игра на позицији десног бека.

## Каријера
Свој професионални деби имао је у дресу ОФК Београда, 18. априла 2013. године у победи његовог тима који је тада тренирао Зоран Милинковић против Војводине.
Био је члан репрезентације Србије за играче узраста до 19 године која је освојила Европско првенство 2013. године у Литванији.
За репрезентацију Србије до 21 године дебитовао је у мечу против младе репрезентације Кипра 11. октобра 2013. године.